# Vassalboro
Vassalboro és una població dels Estats Units a l'estat de Maine (EUA). Segons el cens del 2000 tenia 4.047 habitants.

## Demografia
Segons el cens del 2000, Vassalboro tenia 4.047 habitants, 1.549 habitatges, i 1.138 famílies. La densitat de població era de 35,3 habitants/km².
Dels 1.549 habitatges en un 36,9% hi vivien nens de menys de 18 anys, en un 58,7% hi vivien parelles casades, en un 9,5% dones solteres, i en un 26,5% no eren unitats familiars. En el 19% dels habitatges hi vivien persones soles el 7,2% de les quals corresponia a persones de 65 anys o més que vivien soles. El nombre mitjà de persones vivint en cada habitatge era de 2,6 i el nombre mitjà de persones que vivien en cada família era de 2,94.
Per edats la població es repartia de la següent manera: un 27,2% tenia menys de 18 anys, un 6,5% entre 18 i 24, un 30,9% entre 25 i 44, un 24,1% de 45 a 60 i un 11,4% 65 anys o més.
L'edat mediana era de 37 anys. Per cada 100 dones de 18 o més anys hi havia 95,8 homes.
La renda mediana per habitatge era de 37.923 $ i la renda mediana per família de 40.192 $. Els homes tenien una renda mediana de 31.859 $ mentre que les dones 21.299 $. La renda per capita de la població era de 16.281 $. Entorn del 8,3% de les famílies i el 10,6% de la població estaven per davall del llindar de pobresa.